# Federação Nacional de Basquetebol de Timor-Leste
Die Federação Nacional de Basquetebol de Timor-Leste (FNBTL) ist der nationale Dachverband für Basketball in Osttimor.

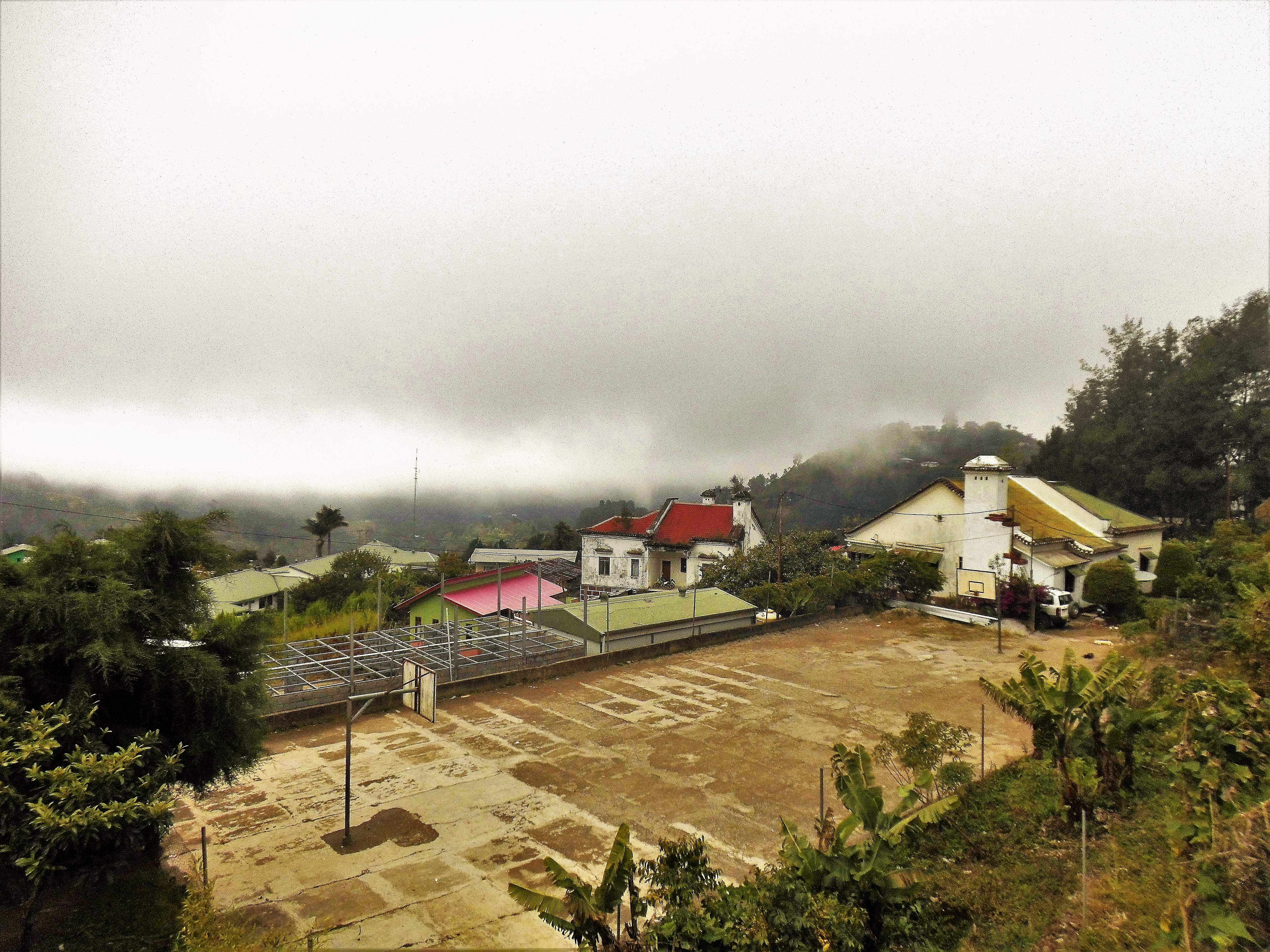
Ein Basketballfeld in Maubisse

Die FNBTL hat ihren Sitz in der Landeshauptstadt Dili, im Ginazio GMT, in der Avenida 20 de Maio (ehemals Rua Jacinto Cândido). Präsident ist Alberto Xavier Pereira Carlos, in Nachfolge von Carlos Jerónimo. Generalsekretär ist Isildo Tilman.
Seit November 2013 war die FNBTL Mitglied der FIBA Asien  der Fédération Internationale de Basketball gewesen, wechselte aber zur besseren Förderung am 5. April 2016 zur FIBA-Ozeanien-Zone, obwohl Osttimor eigentlich nicht zu Ozeanien, sondern zu Asien gehört.